# ویکی‌پدیای انگلیسی ساده

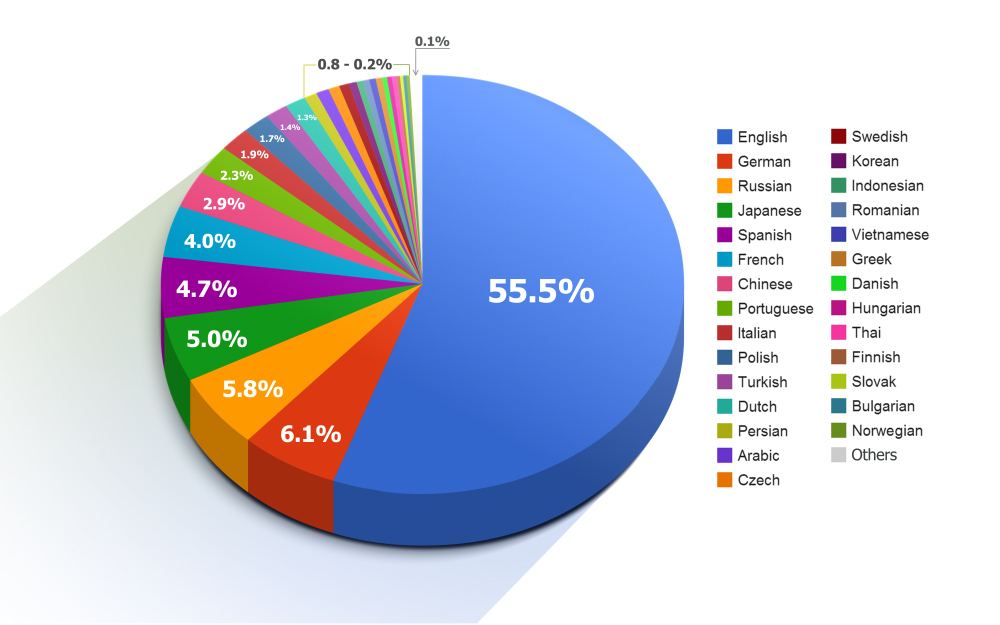
نمودار دایره‌ای از زبان‌های مورد استفاده بر روی اینترنت

ویکی‌پدیای انگلیسی ساده (به انگلیسی: Simple English Wikipedia) یک دانشنامهٔ اینترنتی آزاد است که در آن، مقاله‌ها به زبان انگلیسی ساده (به انگلیسی: Basic English) نوشته می‌شوند. هدف این دانشنامه فراهم آوردن اطلاعات برای کودکان و کسانی‌ست که با زبان انگلیسی آشنایی محدودی دارند یا تنها به دنبال اطلاعات پایه‌ای (و نه مفصّل) دربارهٔ موضوعات مختلف هستند.
در ویکی‌پدیای انگلیسی ساده، خیلی از مقاله‌ها کوتاه‌تر از مقالهٔ مشابه در ویکی‌پدیای انگلیسی هستند.

## رویدادها
- تعداد مقاله‌های نسخهٔ ساده در ۲۷ ژانویهٔ ۲۰۰۸ بیش از ۲۴٬۰۰۰ و تعداد صفحه‌های آن بیش از ۶۷٬۰۰۰ عدد بود.
- ویکی‌پدیای انگلیسی ساده در ۲۹ مهٔ ۲۰۱۱، با ۷۱٬۰۵۱ مقاله، در ردهٔ چهل‌ودوم ویکی‌پدیاها را داشت. همچنین، در ژوئن ۲۰۱۸، با بیش از ۱۳۴٬۰۰۰ مقاله، در رتبهٔ پنجاه‌ودوم بود.
- ویکی‌پدیای انگلیسی ساده، هم‌اکنون (۲۵ مارس ۲۰۲۵ میلادی)، ۲۰ کاربر مدیر و ۲۶۶٬۴۶۴ مقاله دارد.